# البحر الشامي (شرق البحر المتوسط)

مدى البحر الشامي

البحر الشامي هو أقصى شرق البحر الأبيض المتوسط.

## جغرافيا
تحد البحر الشامي من الشمال تركيا وسوريا ولبنان وإسرائيل وقطاع غزة من الشرق ومصر من الجنوب وبحر إيجة من الشمال الغربي. تُعرَّف الحدود الغربية إلى البحر الأبيض المتوسط المفتوح ( البحر الليبي ) على أنها خط يمتد من رأس الهلال في ليبيا إلى جزيرة جافدوس جنوب جزيرة كريت. أكبر جزيرة في بحر الشام هي قبرص، ويبلغ أكبر عمق 4,384 م (14,383 قدم) في خندق بليني، حوالي 80 كـم (50 ميل) جنوب جزيرة كريت. يمتد بحر الشام على مساحة 320,000 كـم2 (120,000 ميل2) .
يُطلق على الجزء الشمالي من بحر الشام بين قبرص وتركيا اسم بحر قيليقية. يوجد أيضًا في الشمال خليجان كبيران، خليج إسكندرون (إلى الشمال الشرقي) وخليج أنطاليا (إلى الشمال الغربي).

## الأحواض

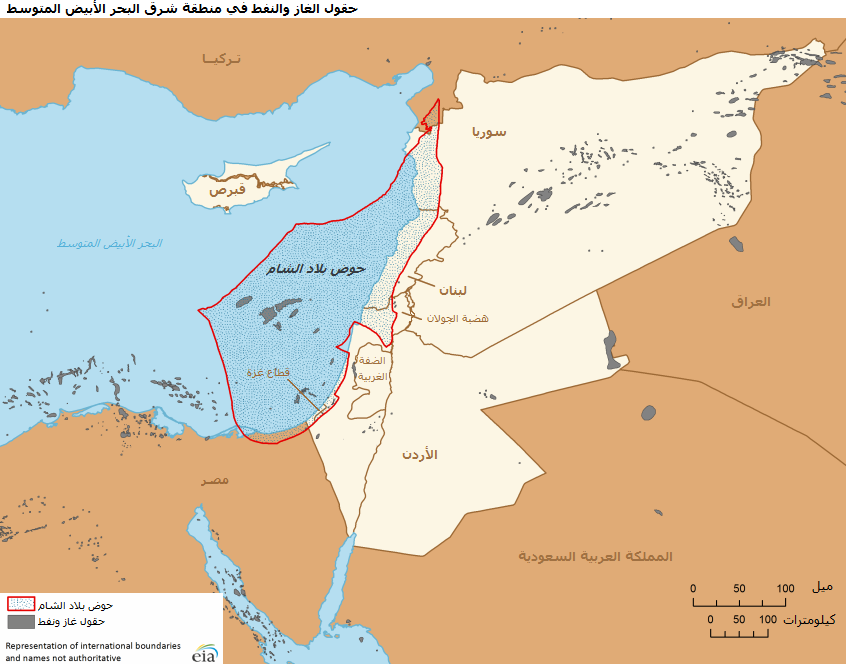
حدود حوض الشام أو الحوض الشامي (US EIA)

يقع حقل غاز ليفياثان في هذه المنطقة تحت حوض الشام في الجزء الجنوبي الشرقي من البحر الأبيض المتوسط.
إلى الغرب من حوض الشام البحري العميق يقع حوض دلتا النيل، يليه حوض هيرودوت، بمساحة 130,000 كـم2 (50,000 ميل2) وعمق يصل إلى 3,200 م (10,500 قدم)،  والذي - بعمر محتمل يبلغ 340 مليون سنة - يُعتقد أنه أقدم قشرة محيطية معروفة في العالم.

## علم البيئة
تم الانتهاء من إنشاء قناة السويس في عام 1869، وربطت البحر الشامي بالبحر الأحمر وبما أن مستوى البحر الأحمر أعلى من مستوى شرق البحر الأبيض المتوسط، فإن القناة تعمل كمضيق للمد الذي يصب مياه البحر الأحمر في البحر الأبيض المتوسط. منعت البحيرات المرة، وهي بحيرات طبيعية شديدة الملوحة تشكل جزءًا من القناة، هجرة أنواع البحر الأحمر إلى البحر الأبيض المتوسط لعقود عديدة، ولكن مع تساوي ملوحة البحيرات تدريجيًا مع ملوحة البحر الأحمر، زال العائق وبدأت أنواع من النباتات والحيوانات من البحر الأحمر في استعمار شرق البحر الأبيض المتوسط. تُعرف هجرة الأنواع هذه باسم الهجرة اللسبسية، تيمنًا بفرديناند دي ليسبس كبير مهندسي القناة.
أدى إنشاء السد العالي في أسوان عبر نهر النيل في الستينيات من القرن الماضي إلى تقليل تدفق المياه العذبة والطمي إلى بحر الشام. وقد أدى ذلك إلى جعل البحر أكثر ملوحة وفقرًا من حيث المغذيات عن ذي قبل، مما أدى إلى انهيار مصايد السردين ذات الأهمية التاريخية، وأعطى ميزة إضافية لأنواع البحر الأحمر التي تتكيف مع كثرة الملوحة وفقر المغذيات.

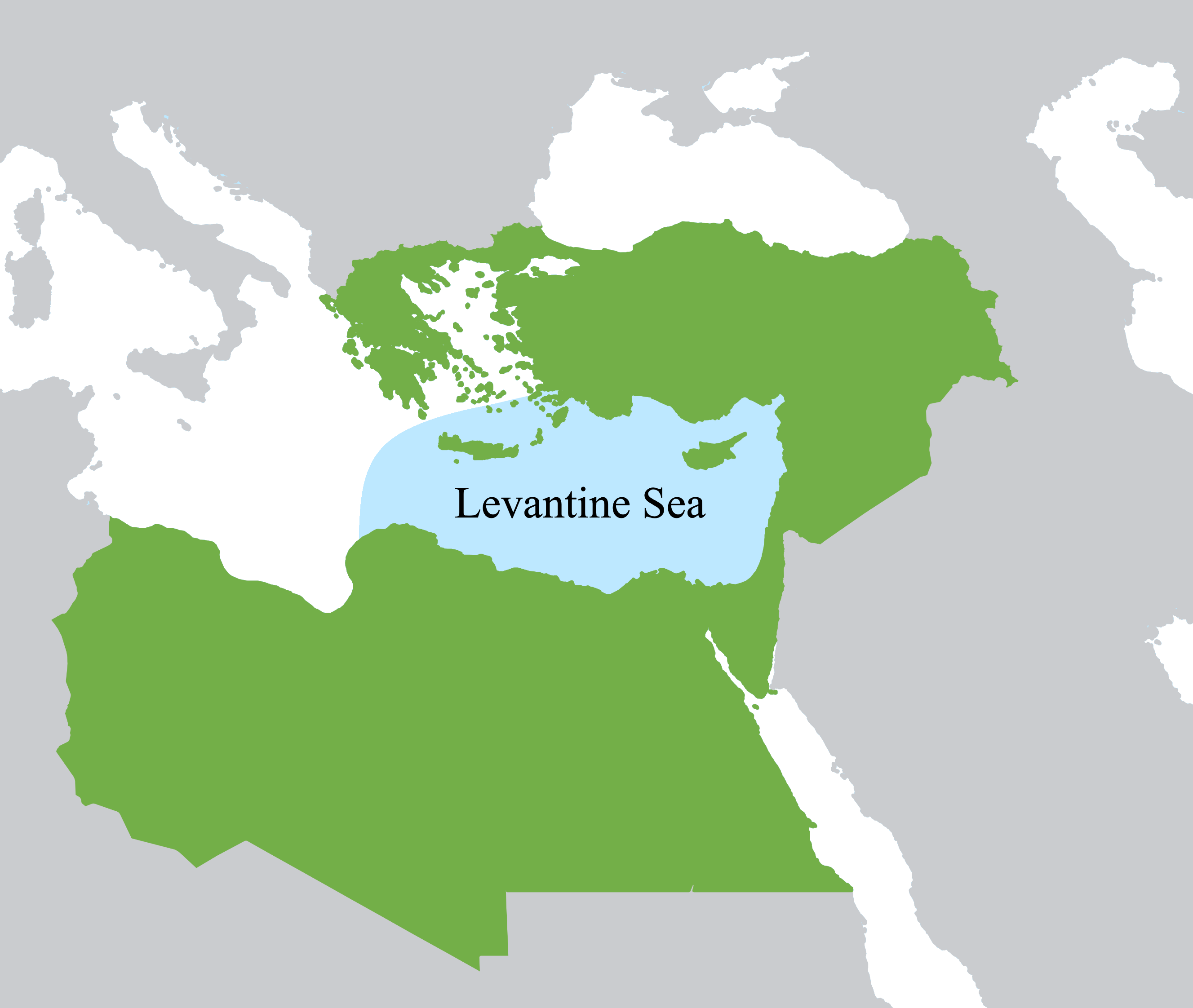
خريطة البحر الشامي

## لمزيد من الاطلاع
- Özsoy, E. and H. Güngör (1993). The Northern Levantine Sea Circulation Based on Combined Analysis of CTD and ADCP Data, In: P. Brasseur (editor), Data Assimilation: Tools for Modelling the Ocean in a Global Change Perspective, NATO ASI Seeries, Springer-Verlag, Berlin.
- Sur, H. İ., Özsoy, E., and Ü. Ünlüata, (1992). Simultaneous Deep and Intermediate Depth Convection in the Northern Levantine Sea, Winter 1992, Ocean.

## وصلات خارجية
- دراسة وتحليل تكوين الكتل المائية ببحر الشام
- البحوث البيئية طويلة المدى